# Edmund Max Stengel
Edmund Max Stengel, född den 5 april 1845 i Halle, död den 3 november 1935 i Marburg, var en tysk romanist, far till Edmund E. Stengel och Walter Stengel.
Stengel studerade i Bonn under Friedrich Diez och Nikolaus Delius och promoverades 1868 på avhandlingen Vocalismus des lateinischen Elementes in den wichtigsten romanischen Dialecten von Graubünden und Tyrol, aufgestellt und unter Herbeiziehung der verwandten romanischen Sprachen durch zahlreiche Beispiele belegt. Han erhöll 1873 en dubbelprofessur vid universitetet i Marburg i engelsk och romansk filologi och blev 1880 professor i romansk filologi. År 1896 blev han efterträdare till Eduard Koschwitz (som blev hans egen efterträdare i Marburg) vid universitetet i Greifswald, där han 1913 blev emeritus.  I Greifswald var han 1904  även universitetets rektor. Vidare var han politiskt engagerad, bland annat som riksdagsledamot 1907 till 1911. År 1913 blev han geheimeregeringsråd och 1919 hedersmedborgare i Greifswald.